# 大宅歩
大宅 歩（おおや あゆむ、1932年〈昭和7年〉6月9日 - 1966年〈昭和41年〉2月13日）は、日本の詩人。

## 生涯
評論家大宅壮一と大宅昌の長男として生まれる。東京府立千歳中学校（現・東京都立芦花高等学校）在学中に学制改革に遭い、1948年、東京都立千歳高等学校1年の時に補欠試験を受けて新制の東京都立第一高等学校（現・東京都立日比谷高等学校）に編入学。中学、高校とラグビーをしており、しばしば負傷したことなどから脳に障害を生じ、1949年3月27日から発作を起こすようになった。日比谷高等学校卒業後、1年間浪人を経て東京大学と早稲田大学と慶應義塾大学に合格。東大に進学し、1958年3月、同大学教養学部教養学科卒業。同年9月、中央公論社の嘱託社員になる。1961年に結婚。一女を儲ける。
ノートに詩文などを書き残していたが、心臓麻痺により33歳で死去。その遺稿は『詩と反逆と死』として刊行され、夭折した若者の手記として広く読まれた。1978年には、大宅をモデルとし、その手記を素材として、映画『残照』（河崎義祐監督、三浦友和主演）が製作された。

## 著書
- 詩と反逆と死 文藝春秋 1966  のち文春文庫
- ある永遠の序奏 遺された詩文集 南北社 1967  のち文春文庫、角川文庫（新版刊）
- ある永遠の序奏 青春の反逆と死 沖積舎 1983.4 (叢書-詩と人生と夭折)、新版